# Regioni del Belgio
| Fiandre | Vallonia | Bruxelles-Capitale |

Le regioni del Belgio costituiscono la suddivisione territoriale di primo livello del Paese. All'interno del sistema federale belga, le competenze di tipo economico-territoriale (dall'economia al lavoro, dall'ecologia ai lavori pubblici, dall'agricoltura alla previdenza sociale) sono devolute agli organi politici delle regioni mentre quelle di tipo educativo-culturale sono gestite dalle Comunità linguistiche. Nel caso delle Fiandre, le istituzioni della regione e della Comunità linguistica neerlandofona sono fuse dal 1980. Le regioni sono governate da un ministro-presidente, da un governo e da un parlamento regionale e sono ulteriormente suddivise in province.

## Territorio
Le regioni sono tre:
- Bruxelles-Capitale, suddiviso in 19 municipalità, tra cui la città di Bruxelles (ville de Bruxelles, stad Brussel), che comprende il centro storico, capitale del Belgio. La regione di Bruxelles-Capitale è un'enclave del Brabante Fiammingo
- Fiandre, creata dalla legge speciale di riforma istituzionale dell'8 agosto 1980. Comprende la parte settentrionale del paese ed è divisa in cinque province: 
  - Anversa (Antwerpen)
  - Limburgo (Limburg)
  - Fiandre Orientali (Oost-Vlaanderen)
  - Fiandre Occidentali (West-Vlaanderen)
  - Brabante Fiammingo (Vlaams-Brabant)
- Vallonia, divisa in cinque province:
  - Brabante Vallone (Brabant Wallon)
  - Namur
  - Liegi (Liège)
  - Hainaut
  - Lussemburgo (Luxembourg)